# کوریدن (کنتاکی)
کوریدن (به انگلیسی: Corydon) شهری در ایالت کنتاکی کشور ایالات متحده آمریکا است که جمعیت آن در سرشماری سال ۲۰۱۰ میلادی، ۷۲۰ نفر بوده‌است.